# Iwan Brikner
Iwan Ihorowycz Brikner, Іван Ігорович Брікнер (ur. 30 czerwca 1993 we wsi Lisiatycze, w obwodzie lwowskim, Ukraina) – ukraiński piłkarz, grający na pozycji pomocnika.

## Kariera piłkarska

### Kariera klubowa
Wychowanek Szkoły Piłkarskiej Skały Stryj oraz lwowskiej Pokrowy, barwy których bronił w juniorskich mistrzostwach Ukrainy (DJuFL). W 2012 rozpoczął karierę piłkarską w amatorskim zespole Awanhard Żydaczów. W następnym roku przeniósł się do Tepłowyka Iwano-Frankiwsk. Latem 2013 został zaproszony do PFK Sumy. W sierpniu 2016 po wygaśnięciu kontraktu z PFK opuścił klub, a 29 stycznia 2017 podpisał nowy kontrakt z Olimpikiem Donieck. Po zakończeniu sezonu 2017/18 opuścił doniecki klub.